# Uranothyris
Uranothyris là một chi bướm đêm thuộc họ Sesiidae.

## Các loài
- Uranothyris pterotarsa  Meyrick, 1933